# Richard Kadison
Richard V. Kadison (New York, 25 luglio 1925 – 22 agosto 2018) è stato un matematico statunitense, conosciuto per i contributi nello studio delle algebre di operatori. Ha ricevuto nel 1999 il Premio Steele per i risultati ottenuti nel corso della propria carriera.